# Maria Damian
Maria Damian (n. 5 august 1950, comuna Colceag, județul Prahova) este inventator, cercetător principal, doctor biolog, specialist în microbiologie moleculară, expert în infecții Salmonella.

## Biografie
A urmat cursurile Facultății de Biologie între anii 1970-1974, după care s-a specializat în microbiologie la Universitatea din București, în 1975. Urmează apoi stagii de perfecționare la Institutul „Pasteur” din Paris în 1991 și 1995 și la Basildon-Cambridge-Londra în 2003.
În 1990 ajunge cercetător științific gradul III, în 1997 cercetător științific gradul II, pentru ca din 2003 să fie cercetător științific gradul I.

## Activitate
Profesează mai întâi la Laboratorul Centralei pentru Controlul Furajelor București, între anii 1975-1980, după care se angajează la Institutul Național de Cercetare-Dezvoltare Medico-Militară „Cantacuzino” București, din 1980.
Din 1993 devine Șefa Laboratorului de microbiologie moleculară din institut. De la Institutul „Pasteur” din Franța, unde s-a specializat, s-a întors cu aparatură și cunoștințe noi, iar cu ajutorul colegilor, de-a lungul anilor, a dotat laboratorul cu aparatură de ultimă generație.
Este microbiologul român expert în infecțiile cu Salmonella la nivel european. 

## Lucrări
Are două brevete de invenții, 15 proiecte științifice, peste 170 de lucrări științifice, 51 dintre ele fiind publicate între 1980 și 2014, în calitate de cercetător principal microbiologie moleculară la Institutul „Cantacuzino”.
Este coautor al „Tratatului de microbiologie clinică”, vol. I și II.

## Recunoaștere națională și internațională
Este membră în Societatea Română de Microbiologie, din 1991, vicepreședintă a Consiliului Științific de la Institutul „Cantacuzino”, din anul 1995. De asemenea, este membră a societăților de microbiologie balcanică și din Franța, din 1995, respectiv 1991.
Este director al Rețelei de boli diareice, in proiecte internaționale RIIP și EU.
A obținut Premiul „Victor Babeș” al Academiei de Științe Medicale (1994) și Premiul Institutului „Cantacuzino” (1998).
Este titularul unui brevet de invenție internațional - Canada Nr. CA2388445, publicat în 30.11.2003, „Genetic markers, metabolic markers, and methods for evaluating pathogenicity ofstrains of E. coli”, alături de Germani Yves, Aidara-Kane Awa, Le Bouguenec Chantal, Bernier Christine, Du Merle Laurence, Gilles Anne Marie.